# Mare (voornaam)
Mare is een voornaam, die in België en Nederland vooral aan meisjes wordt gegeven.. Varianten zijn Maré en Marè.
De naam Mare heeft verschillende betekenissen, de bekendste is "parel van de zee".
In Nederland hadden in 2014 1446 meisjes Mare als eerste naam en 1100 meisjes Mare als volgnaam. Er waren 20 jongens met Mare als volgnaam. 

## Bron
- Meertens Nederlandse Voornamenbank - Mare